# Бони
 Тази статия е за българската певица.  За белгийския духовник вижте Йохан Бони.  За бенинския политик вижте Яи Бони.
Бонка Симеонова Илиева, по-известна като Бони, е българска попфолк певица и актриса от ромски произход.

## Биография
Родена е в гр. Сливен на 12 декември 1973 година.
През 2010 г. Бони е част от предаването „Великолепната шесторка“.
Бони влиза в къщата на Big Brother през 2012 и 2014 г.
Певицата участва в шестия сезон на „Hell's Kitchen“ където завършва на второ място.

## Дискография

### Студийни албуми
- Авантюра (1998)
- Клада от страст (1999)
- Бисерни сълзи (2002)
- Полудявам ли (2004)
- Бони (2006)
- Магия (2007)
- Продължавам (2015)

### Компилации
- The best (1998)
- The Best - Приятели за продан (2008)

## Филмография
- Откраднат живот: Възмездието (2017) – Свилена
- Седем часа разлика, сезон II (2012) – Кети Павлова
- Маймуни през зимата (2006) – Дона

## Награди
2019 – Най-добър изпълнител на живо